# ستافرو جبرا
ستافرو جبرا (18 فبراير 1947 - 12 مارس 2017) هو رسام كاريكاتير لبناني مميز. يعكس في أعماله الكاركتيري الظروف والأحداث الراهنة في لبنان والشرق الأوسط والعالم على العموم.

## نبذة
هو ستافروادمون جبرا من مواليد 18 شباط 1947.

## أعماله
عام 1967 بدأت رسومه الكاريكاتورية تظهر في المنشورات التالية:

### المنشورات
الصياد، لوريان لو جور، الزمان، سمر، الصفا، المحرر، الأنوار، الأحرار، صدا لبنان، أوروسكوب، فلاش، الشبكة، الجيش، الدستور، الجريدة، سكيتش، الحسناء، لو بيروتان، صوت وصورة، ماغازين، الأسبوع العربي، الكفاح العربي، الأمل، لو ريفاي، الدولية، مجلتي، موندانيتيه، استجواب، كرونيك، نداء الوطن، ذو دايلي ستار.

### المنشورات الدولية
دير شبيغل، جون أفريك، بانش، أطلس ورلد إكسبرس، ليكسبرس، ايكونوميا، لو موند، إل جورناليه، جانفورم، لو كورييه انترناسيونال، دي فلتفوشيه، ذو واشنطن تايمز. ومحطة التلفزة CVN خلال نشرة الأخبار المسائية اليومية على مدى سنتين. ووكالات الأنباء: نشرت وكالة أسوشييتد برس (أ.ب.) ووكالة الأنباء الفرنسية (أ.ف.ب.) رسومه الكاريكاتورية بالتليفوتوغرافيا في مختلف أنحاء العالم.

### جوائزه
- مُنِح لقب «صديق الأمم المتحدة» خلال تواجده في جنيف واستلم الوشاح الأزرق.
- فاز «بجائزة العرب الأولى للتفوّق» عن موقعه الإلكتروني stavrotoons.com.
- فاز بميدالية الرسوم الكاريكاتورية في «مهرجان وسائل الإعلام الثالث» في بيروت عام 2004.
- فاز ستافرو بميدالية الرسوم الكاريكاتورية في «مهرجان وسائل الإعلام العربية» الذي أقيم في بيروت عام 2006.
- استلم ستافرو رسالة من الأمين العام للأمم المتحدة كوفي عنان في تشرين الثاني 2004.
- فاز بجائزة المواقع الإلكترونية الذهبية عام 2001-2002 من الجمعية الدولية لكبار ومصممي المواقع الإلكترونية.

### مشاركاته
هو عضو في:
- «نقابة رسام الكاريكاتور والكتاب CWS» (الولايات المتحدة الأميركية)
- «الرسام الفرنكوفونيين» (فرنسا)
- «رسام الكاريكاتور فانو فاني» (إيطاليا)
- «رسام كاريكاتور داريل كايغل المحترفين» (الولايات المتحدة الأميركية)
- «الأنف، فنانو الرسم الكاريكاتوري» (الولايات المتحدة الأميركية)

## وصلات خارجية
- مقابلة مع ستاقرو على قناة الآن - يوتيوب على يوتيوب
- مقابلة مع ستاقرو على قناة تيفزيون الجديد- يوتيوب

## طالع
- قائمة الرسامين اللبنانيين